# Togolok 21
Togolok 21 ist der größte archäologische Komplex von mehreren Fundstätten, die als Togolok 1 bis 24 durchnummeriert wurden und sich im heutigen Turkmenistan befinden. Der Komplex, bei dem es sich um einen Tempel oder um eine Festungsanlage handelt, wurde auf einem kleinen Hügel errichtet und kann der bronzezeitlichen Oasenkultur zugeordnet werden. Er wurde unter der Leitung von Wiktor Iwanowitsch Sarianidi vollständig ausgegraben. 
Der Komplex ist etwa ein Hektar groß. Im Zentrum befindet sich eine streng nach Norden ausgerichtete Festung (53 × 62 m) mit vier runden Ecktürmen und zwei weiteren Türmen an der Ost- und an der Westseite. Die Mauern sind 4 bis 5 m stark. Ein monumentaler Eingang befand sich im Norden. Im Inneren der Festung lagen diverse Räume. Außerhalb dieser Festung fand sich eine weitere etwas weniger starke Mauer, wobei der Raum zwischen beiden Mauern dicht bebaut war. Eine dritte Mauer umschloss wiederum die ganze Anlage. Hier war nur die Fläche im Osten innerhalb der Außen- und zweiten Mauer bebaut. Es konnten drei Phasen unterschieden werden. Es fanden sich zahlreiche Bestattungen, die anscheinend später als der Bau sind, doch ist die Keramik in den Bestattungen identisch mit der, die in der Festung gefunden wurde. Die Bestattungen fanden also kurz nach der Aufgabe der Anlage statt.
Nach diesem Fundort ist eine Phase der Oasenkultur benannt.